# شعب النشم (فرع العدين)

تعديل مصدري - تعديل

شعب النشم محلة تابعة لقرية شعب حمران، التابعة لعزلة الوزيرة بمديرية فرع العدين إحدى مديريات محافظة إب في الجمهورية اليمنية، بلغ تعداد سكانها 69 حسب تعداد اليمن لعام 2004.